# 극동유럽 표준시
| 하늘 | 서유럽 표준시 그리니치 평균시 (UTC±00:00)                                 |
| 파랑 | 서유럽 표준시 그리니치 평균시 (UTC±00:00) 서유럽 일광 절약 시간대 (UTC+1) |
| 분홍 | 서아프리카 표준시 (UTC+1)                                                 |
| 빨강 | 중앙유럽 표준시 (UTC+1) 중앙유럽 일광 절약 시간대 (UTC+2)                 |
| 노랑 | 동유럽 표준시 (UTC+2)                                                     |
| 금색 | 동유럽 표준시 (UTC+2) 동유럽 일광 절약 시간대 (UTC+3)                     |
| 옥색 | 극동유럽 표준시 (UTC+3)                                                   |

| USZ1 | ■ 칼리닌그라드 시간     | MSK-1 (UTC+02:00) |
| MSK  | ■ 모스크바 시간         | MSK (UTC+03:00)   |
| SMAT | ■ 사마라 시간           | MSK+1 (UTC+04:00) |
| YEKT | ■ 예카테린부르크 시간   | MSK+2 (UTC+05:00) |
| OMST | ■ 옴스크 시간           | MSK+3 (UTC+06:00) |
| KRAT | ■ 크라스노야르스크 시간 | MSK+4 (UTC+07:00) |
| IRKT | ■ 이르쿠츠크 시간       | MSK+5 (UTC+08:00) |
| YAKT | ■ 야쿠츠크 시간         | MSK+6 (UTC+09:00) |
| VLAT | ■ 블라디보스토크 시간   | MSK+7 (UTC+10:00) |
| MAGT | ■ 마가단 시간           | MSK+8 (UTC+11:00) |
| PETT | ■ 캄차카 시간           | MSK+9 (UTC+12:00) |

극동유럽 표준시(Further-eastern European Time)는 칼리닌그라드주와 벨라루스에서 사용되던 시간대를 일컫는 말이었다. 출범 당시 모스크바 시간보다 한 시간 뒤지고 협정 세계시보다 3시간 앞섰다. 러시아에서 2011년 하절기 시간 고정제를 시행하면서 칼리닌그라드주가 동유럽 표준시와 달라졌고, 벨라루스도 마찬가지로 같은 시간대를 쓰게 되면서 생긴 시간대였다.
2014년 10월 26일부터 러시아에서 동절기 시간 고정제를 시행하면서 칼리닌그라드 시간이 동유럽 표준시와 같은 UTC+2로 바뀌고, 모스크바 시간이 민스크 시간과 같은 UTC+3로 바뀌면서 지금은 모스크바 시간과 민스크 시간을 아우르는 말로 바뀌었다.
2016년 9월 터키에서 표준시 변경 법률이 통과되어 2016년 10월 30일(일요일) 일광절약시간을 해제하지 아니하고(1시간 늦추지 아니한다.) 하계 시간을 1년 내내 적용하여 극동유럽 표준시(모스크바 시간)와 아라비아 중부 표준시(사우디아라비아, 카타르, 이라크 등)와 같은 표준시로 전환하였다.